# Puebloviejo (Ecuador)

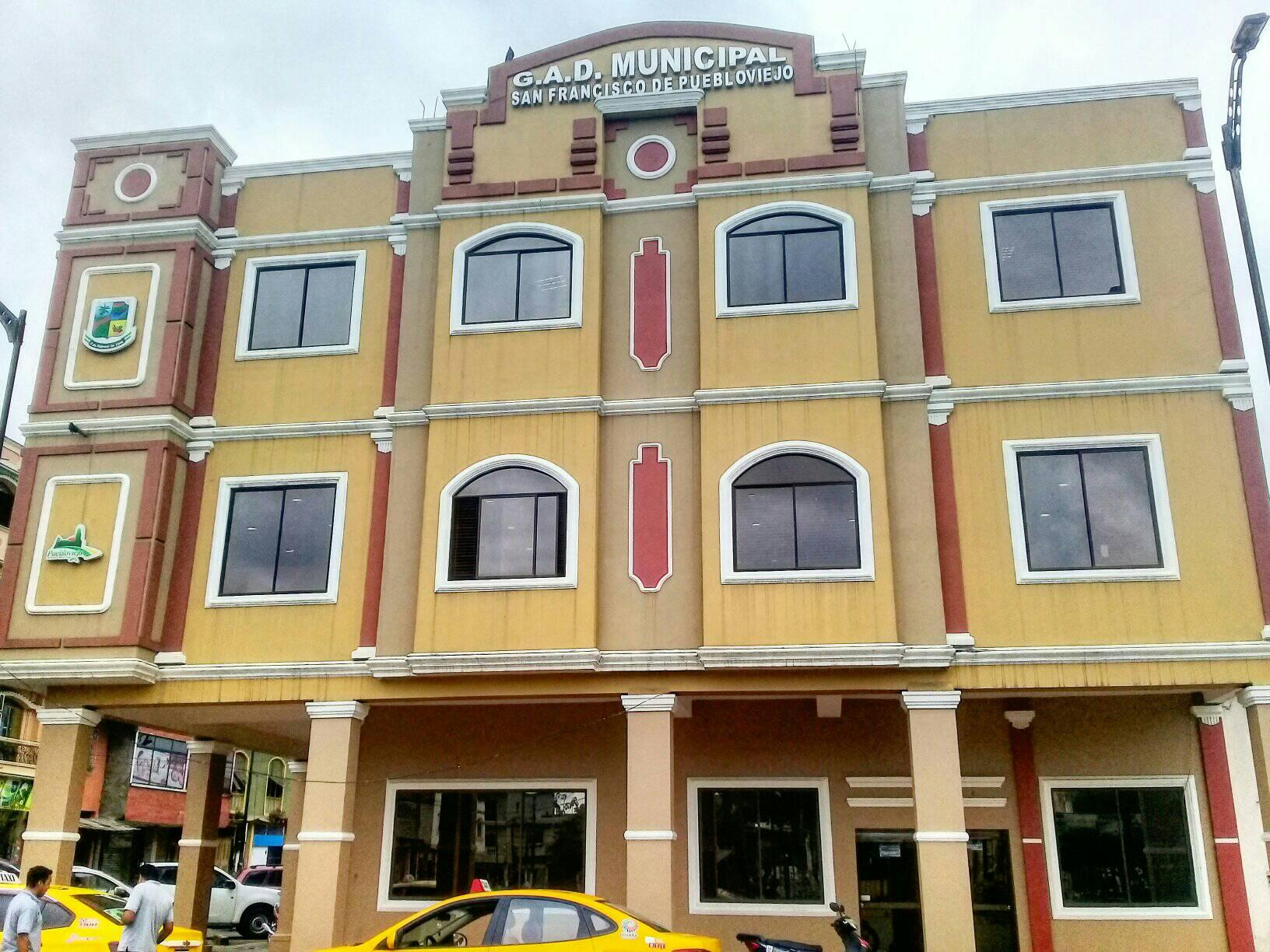
Verwaltungsgebäude in Puebloviejo

Puebloviejo, auch San Francisco de Puebloviejo, ist eine Kleinstadt und die einzige Parroquia urbana im Kanton Puebloviejo der ecuadorianischen Provinz Los Ríos. Die Parroquia besitzt eine Fläche von 163,5 km². Beim Zensus 2010 betrug die Einwohnerzahl der Parroquia 13.376. Davon lebten 7871 Einwohner im urbanen Bereich von Puebloviejo.

## Lage
Die Parroquia Puebloviejo liegt in der Tiefebene westlich der Anden. Das Gebiet besitzt eine Längsausdehnung in Nord-Süd-Richtung von knapp 20 km sowie eine mittlere Breite von 8 km. Der Río Puebloviejo entwässert das Areal nach Süden. Dessen alter Flusslauf begrenzt das Verwaltungsgebiet im Südosten. Der 14 m hoch gelegene Hauptort Puebloviejo befindet sich 28 km nördlich der Provinzhauptstadt Babahoyo. Die Fernstraße E25 (Babahoyo–Quevedo) führt in nördlicher Richtung durch das Gebiet und passiert dabei den Hauptort Puebloviejo. Dort zweigt eine Straße östlich ab und führt über Catarama nach Caluma.
Die Parroquia Puebloviejo grenzt im Norden an die Parroquia Puerto Pechiche, im Nordosten an das Municipio von Ventanas (Kanton Ventanas), im Osten an die Parroquia Catarama (Kanton Urdaneta), im Süden an die Parroquia San Juan sowie im Westen an die Parroquia Guare (Kanton Baba).

## Geschichte
Der Kanton Puebloviejo wurde am 7. Februar 1846 gegründet. Damit wurde Puebloviejo als Parroquia urbana Sitz der Kantonsverwaltung.